# Ordoño II. (León)

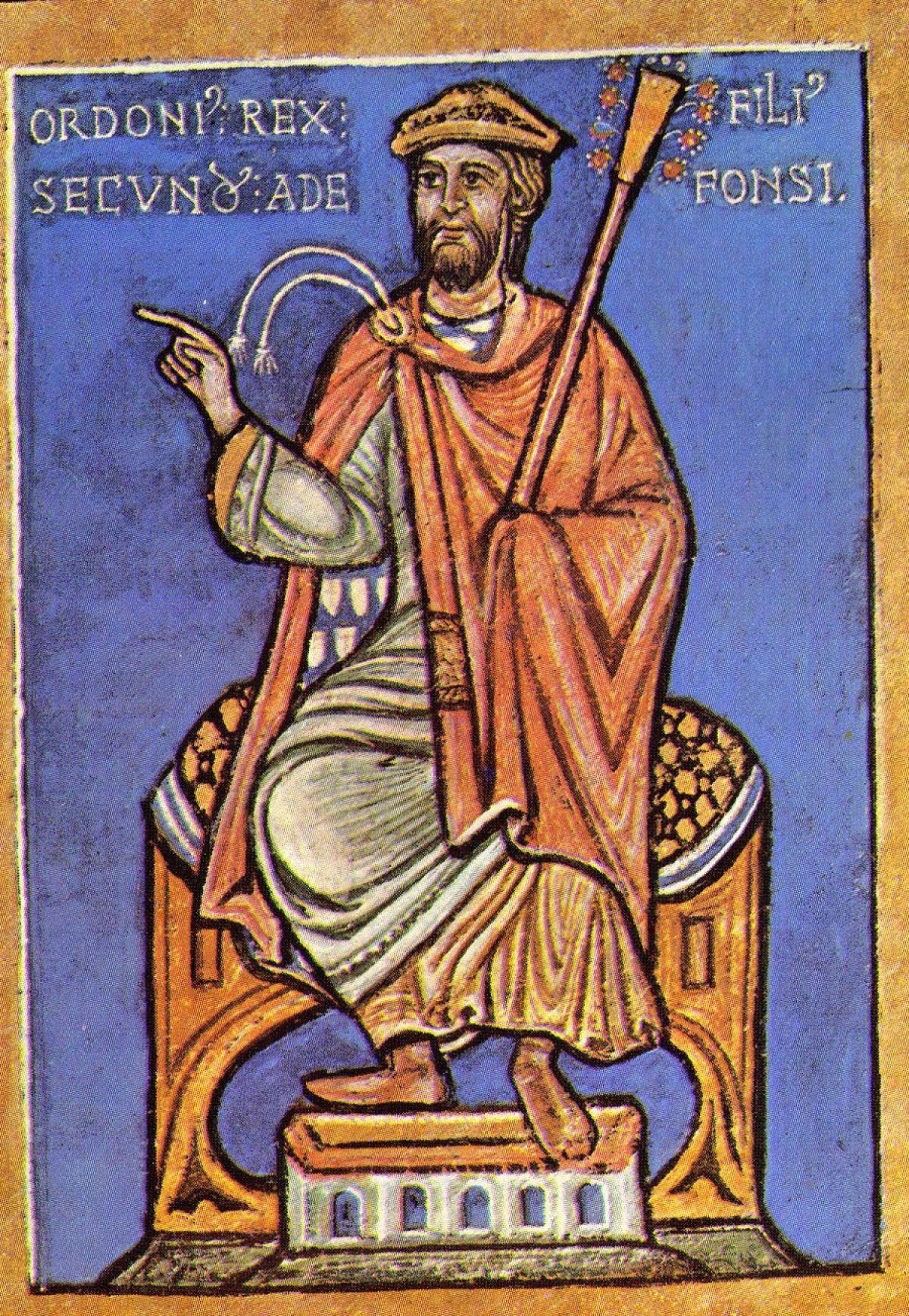
Ordoño II., Miniatur (ca. 10./11. Jh.)

Ordoño II. (* ca. 871; † Juni 924) war König von León (914–924) und (als Ordoño I.) von Galicien (910–924).

## Familie
Ordoño war der Sohn von Alfons III. von Asturien, der ihn zur Erziehung zu den Banu Qasi nach Saragossa schickte. Beim Tod seines Vaters (910) erhielt er die Krone Galiciens. Der Tod seines Bruders García I. in Zamora (914) hatte zur Folge, dass auch die Krone Leóns auf ihn überging. So brachte er die Gebiete des asturisch-leónesischen Königreichs unter seine Herrschaft und residierte in León. Mit ihm endete das Königreich Asturien und das Königreich León beginnt zu existieren.

## Politik
Er führte die Politik der territorialen Ausdehnung seiner Vorgänger in zwei Richtungen fort. Im Westen erreichte er die Städte Évora und Mérida, welche er beide plündern ließ. Der maurische Statthalter war gezwungen, den Rückzug der Leónesen zu erkaufen. Im Osten schloss er sich Sancho I. von Navarra in seinem Kampf gegen Emir Abd ar-Rahman III. von Córdoba an. Die Mauren wurden im Jahr 917 in der Schlacht von San Esteban de Gormaz geschlagen, was dazu führte, dass im folgenden Jahr die Städte Arnedo und Calahorra den Banu Qasi entrissen wurden. Die Reaktion des Emirs Abd ar-Rahmans ließ nicht auf sich warten, denn im Jahr 920 setzte er ein Heer in Marsch und eroberte Osma und San Esteban de Gormaz zurück, drang in Navarra ein und schlug die Christen in der Schlacht von Valdejunquera. Dabei gelang es ihm, die Bischöfe von Tui und Salamanca gefangen zu nehmen. 
Ordoño II. führte die Niederlage auf die Abwesenheit der Grafen von Kastilien zurück, die er zwar aufgeboten hatte, auf deren Erscheinen er jedoch vergeblich wartete. Daraufhin berief er sie nach Tejares und ließ sie töten. Ein Gegenangriff der christlichen Truppen führte zur Besetzung La Riojas und der Einverleibung der Gebiete um Nájera und Viguera in Navarra.

## Nachkommen
Ordoño heiratete dreimal:
- Elvira Menendez (* 875; † 921; Heirat 892), die Tochter des Hermenegildo Gutiérrez; aus dieser Ehe entsprangen drei Söhne: Sancho Ordoñez, Alfons IV. und Ramiro II. Alle drei sollten später Könige werden.
- Aragonta Gutiérrez (* 875; † 956; Heirat 922), Tochter des Gutierre Osorio und Elvira Gatónez (Urenkelin des Königs Ramiro I. von Asturien); aus der Verbindung mit Aragonta entstanden keine Nachkommen.
- Sancha (Heirat 923), die Tochter des Sancho Garcès, König von Navarra.

Bei seinem Tod fiel die Krone an seinen Bruder Fruela II., was später zu einem Erbfolgestreit führen sollte.